# Neall
Neall is een historisch merk van motorfietsen.
Neall Bros Ltd., Western Motor Works, Daventry (1914-1919).
Brits motormerk dat voornamelijk 2½- en 3 pk Precision-inbouwmotoren toepaste. Het is mogelijk dat het productietijdperk tussen 1910 en 1914 lag.